# Bagdad Café
Bagdad Café är en tysk-amerikansk långfilm från 1987 i regi av Percy Adlon med Marianne Sägebrecht och C.C.H. Pounder i huvudrollerna. Ledmotivet "Calling You" av Bob Telson framfördes av Jevetta Steele och nominerades till en Oscar.

## Handling
Jasmin har ett gräl med sin man mitt i öknen och sticker i väg till ett café, där hon blir kvar och börjar få vänner bland stamgästerna. Stället drivs av Brenda som till en början är skeptisk till den utländska Jasmin.

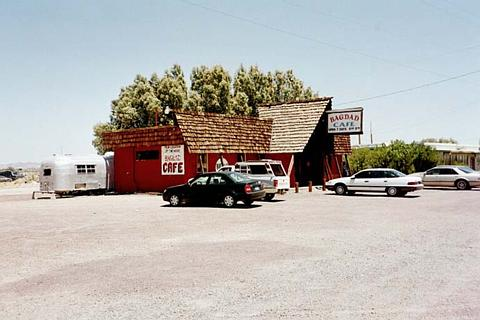
Bagdad Café i Newberry Springs i Mojaveöknen i Kalifornien (2001).

## Om filmen
Filmen är inspelad i Bagdad, Daggett och Newberry Springs, samtliga belägna i Kalifornien, USA. Den hade världspremiär i Västtyskland den 12 november 1987 och svensk premiär den 12 augusti 1988, den är barntillåten.

## Rollista (komplett)
- Marianne Sägebrecht – Jasmin Münchgstettner
- C.C.H. Pounder – Brenda
- Jack Palance – Rudi Cox
- Christine Kaufmann – Debby
- Monica Calhoun – Phyllis
- Darron Flagg – Salomo
- George Aguilar – Cahuenga
- G. Smokey Campbell – Sal
- Hans Stadlbauer – Münchgstettner
- Alan S. Craig – Eric
- Apesanahkwat – sheriff Arnie
- Ronald Lee Jarvis – Ron, lastbilschaufför
- Mark Daneri – Mark, lastbilschaufför
- Ray Young – Ray, lastbilschaufför
- Gary Lee Davis – Gary. lastbilschaufför

## Musik i filmen
- Calling You, skriven av Bob Telson, framförd av Jevetta Steele
- Blues Harp, skriven av Bob Telson, framförd av William Galison
- Zweifach, skriven av Otto Ebner, framförd av Deihinger Blasmusik
- Brenda Brenda, skriven av Bob Telson, Lee Breuer och Percy Adlon, framförd av Jearlyn Steele-Battle, Marianne Sagebrecht och Tommy Joe White
- Preludium i C-dur ur Das Wohltemperierte Klavier, skriven av Johann Sebastian Bach, framförd av Darron Flagg
- Calliope, skriven och framförd av Bob Telson
- Calling You, skriven och framförd av Bob Telson

## Utmärkelser
- 1988 - Bavarian Film Award - Bästa manus, Eleonore Adlon och Percy Adlon
- 1988 - Ernst Lubitsch Award, Percy Adlon
- 1988 - Deutscher Filmpreis - Guldpris - Bästa individuella insats av en kvinnlig skådespelerska, Marianne Sägebrecht
- 1988 - Deutscher Filmpreis - Silverpris - Bästa skapande av spelfilm
- 1988 - Golden Space Needle Award - Bästa film
- 1989 - Amanda - Bästa utländska spelfilm, Percy Adlon
- 1989 - Artios - Bästa rollbesättning i komedispelfilm, Al Onorato och Jerold Franks
- 1989 - César - Bästa utländska film, Percy Adlon
- 1989 - Critics Award - Bästa utländska film, Percy Adlon
- 1989 - Guild Film Award - Guld - Bästa tyska film, Percy Adlon
- 1989 - Guldbagge - Bästa utländska film
- 1989 - Robert - Bästa utländska film, Percy Adlon